# Награда „Златно Гашино перо”
Награда „Златно Гашино перо” додељује се сваке године, почев од 1994, у оквиру Фестивала хумора за децу. Овај фестивал организује Библиотека „Димитрије Туцовић” у Лазаревцу од 1989. године.

## Добитници[1]
- 1994 — Драган Лукић
- 1995 — Добрица Ерић
- 1996 — Љубивоје Ршумовић
- 1997 — Перо Зубац
- 1998 — Слободан Станишић
- 1999 — Градимир Стојковић
- 2000 — Душко Трифуновић
- 2001 — Мошо Одаловић
- 2002 — Раша Попов
- 2003 — Васка Јукић Марјановић
- 2004 — Драгомир Ћулафић
- 2005 — Душан Поп Ђурђев
- 2006 — Милован Витезовић
- 2007 — Мирко Марковић
- 2008 — Радмила Булатовић
- 2009 — Шимо Ешић
- 2010 — Милован Данојлић
- 2011 — Алексије Марјановић, постхумно
- 2012 — Мирјана Стефановић
- 2013 — Гордана Тимотијевић[2]
- 2014 — Велимир Ралевић[3]
- 2015 — Тоде Николетић[4]
- 2016 — Игор Коларов[5]
- 2017 — Дејан Алексић[6]
- 2018 — награда није додељена
- 2019 — Виолета Јовић
- 2020 — Власта Ценић, Миња Субота
- 2021 — Јово Чулић
- 2022 — Пеђа Трајковић, постхумно
- 2023 — Бранко Стевановић
- 2024 — Бошко Ломовић